# Sweatshop Union
Sweatshop Union ist eine kanadische Hip-Hop-Gruppe, die im Jahr 2000 in Vancouver gegründet wurde.

## Diskografie
- Sweatshop Union (2001)
- Local 604 (2002) (re-release)
- Natural Progression (2004)
- United We Fall (2005)
- Water Street (2008)
- Bill Murray EP (2011)
- Infinite (2013)